# Hrvatsko politološko društvo
Hrvatsko politološko društvo (HPD) je udruga kojoj je temeljni cilj poticanje i razvoj političke znanosti. Udruga djeluje od 1966. godine kada je formiran prvi odbor s predsjednikom Ivanom Babićem. Do 1991. djelovalo je pod nazivom Politološko društvo Hrvatske, a te godine mijenja naziv u HPD.
Udruga potiče djelatnosti poput promocije političke znanosti kao zasebne discipline unutar društvenih znanosti, popularizacije politoloških znanja, te njihovo širenje i unapređivanje u obrazovanju, političkoj djelatnosti, novinarstvu i javnosti uopće. Također se Udruga bavi utvrđivanjem i unapređivanjem stručnih i znanstvenih standarda u profesionalnom djelovanju diplomiranih politologa, te drugih stručnjaka i znanstvenika politoloških struka u Republici Hrvatskoj, kao i uspostavljanjem i unapređivanjem profesionalne komunikacije među diplomiranim politolozima, stručnjacima i znanstvenicima politoloških struka, te studentima političkih znanosti u zemlji i svijetu.
U svrhu ostvarivanja ciljeva udruga organizira i održava društvene, stručne i znanstvene skupove, od kojih je najznačajniji godišnji znanstveni skup pod nazivom "Hrvatski politološki razgovori". Također organizira javna predavanja, te znanstvena i stručna istraživanja. Izdaje društvene, stručne i znanstvene publikacije, biltene, plakate i druge tiskane i emitirane stvari. Od 2004. godine izdaje godišnjak Anali Hrvatskog politološkog društva.
1992. godine HPD postaje članicom IPSA-e (International Political Science Association), a u travnju 2000. godine zajedno sa zemljama Srednje Europe osniva i CEPSA-u (Central European Political Science Association) koja djeluje kao regionalna politička organizacija. Članovi HPD-a aktivno sudjeluju na kongresima IPSA-e, koji su se do 2012. godine održavali svake tri godine, a nakon kongresa u Madridu održavaju se svake dvije godine. U radu kongresa sudjeluje nekoliko tisuća sudionika, politologa i drugih društvenih znanstvenika. Kongresi IPSA-e nakon 2000. godine: 2000. Quebec (Kanada), 2003. Durban (Južna Afrika), 2006. Fukuoka (Japan), 2009. Santiago (Čile), 2012. Madrid (Španjolska), 2014. Montreal (Kanada), 2016. Poznan (Poljska).[nedostaje izvor]
Predsjednici HPD-a, između ostalih, bili su i Ivan Grdešić, Zdravko Petak, Damir Grubiša, Tihomir Cipek i Branko Caratan. Od 2013. predsjednica je Davorka Budimir.

## Vanjske poveznice
Mrežna mjesta
- Web stranica HPD-a